# Бланкенберґе
Бланкенберґе — (нід. Blankenberge) — місто та муніципалітет у бельгійській провінції Західна Фландрія на північний схід від Остенде. Муніципалітет включає власне місто Бланкенберґе та поселення Уйткерке.
1 грудня 2014 року в місті Бланкенберґе проживало 19 897 чоловік. Загальна площа муніципалітету становить 17,41 км².
Бланкенберґе — популярний бельгійський морський курорт, зручний також і для одноденних відвідин, оскільки має добре залізничне сполучення з центром Бельгії.
Ще в 17 столітті Бланкенберґе був улюбленим курортом мешканців Брюгге. Перший готель був побудований близько 1850 року.
У 1871 році німецький імператор сам приїхав до Бланкенберге, щоб відпочити після війни з Францією. Перед Першою світовою війною Бланкенберґе був ексклюзивним курортом, який часто відвідували члени королівських родин. Ерцгерцог Франц Фердінанд Австрійський та його дружина Софі, герцогиня Гогенбергська, а також його сестра ерцгерцогиня Елізабет Амалія Австрійська та її чоловік принц Алойс Ліхтенштейн та його племінниця ерцгерцогиня Марія Валерія Австрійська регулярно відпочивали в Бланкенберґе. Вони зупинялися у спеціальному крилі Grand Hotel des Bains et des Families. Ерцгерцог та його дружина планували знову поїхати до Бланкенберґе перед літніми канікулами в Сараєво в 1914 році, де їх було вбито.
У місті є піщаний пляж завдовжки 3,3 км та пірс, побудований ще в 1894 році. Пірс був зруйнований у 1914 році під час Першої світової війни та відновлений у 1931—1933 роках у стилі арт-деко — «Бельгійський пірс»- завдовжки 350 м. В кінці пірсу збудований павільйон, в якому є акварама — виставка, яка демонструє флору і фауну Північного моря.
Через місто проходить найдовший в світі трамвайний маршрут, який тягнеться вздовж усього бельгійського побережжя Північного моря. Маршрут завдовжки 67 км із 69 зупинками Береговий трамвай проходить за дві з половиною години.
У західній частині пляжу розташована морська пристань, яка раніше була рибальською гаванню. У 20 столітті кількість рибалок зменшувалася, і після Другої світової війни на її місці було побудовано сучасну пристань для яхт, де можна пришвартувати до 750 яхт.
Визначні місця
- Церква святого Антонія з 14 століття, зруйнована в 16-17 століттях. Нинішня церква зберегла лише розписи бароко.
- Найстаріша збережена будівля — стара ратуша, побудована в 1679—1680 роках. Для її будівництва були використані матеріали іспанської фортеці. Вона була відремонтована у 1982—1984 роках і зараз служить виставковою будівлею.
- Параванг — елегантна вітрозахисна смуга вздовж парку Леопольда, побудована в 1908 році. Дах збудований в неоготичному стилі.
- Центр морського життя, в якому розміщені акваріуми та підводний тунель, де можна побачити флору Північного моря (розташований за адресою Конінг Альбертлаан 116).

## Відомі мешканці
- Адольф Ойґен Фік — німецький фізіолог, який помер в Бланкенберґе в 1921 р.
- Пітер Аспе — бельгійський письменник.
- Анна Кетлі — угорська політична діячка, померла 1976 року в Бланкенберґе.
- Франс Мазерель — тут народився фламандський художник і відомий графік 20 століття.

## Галерея

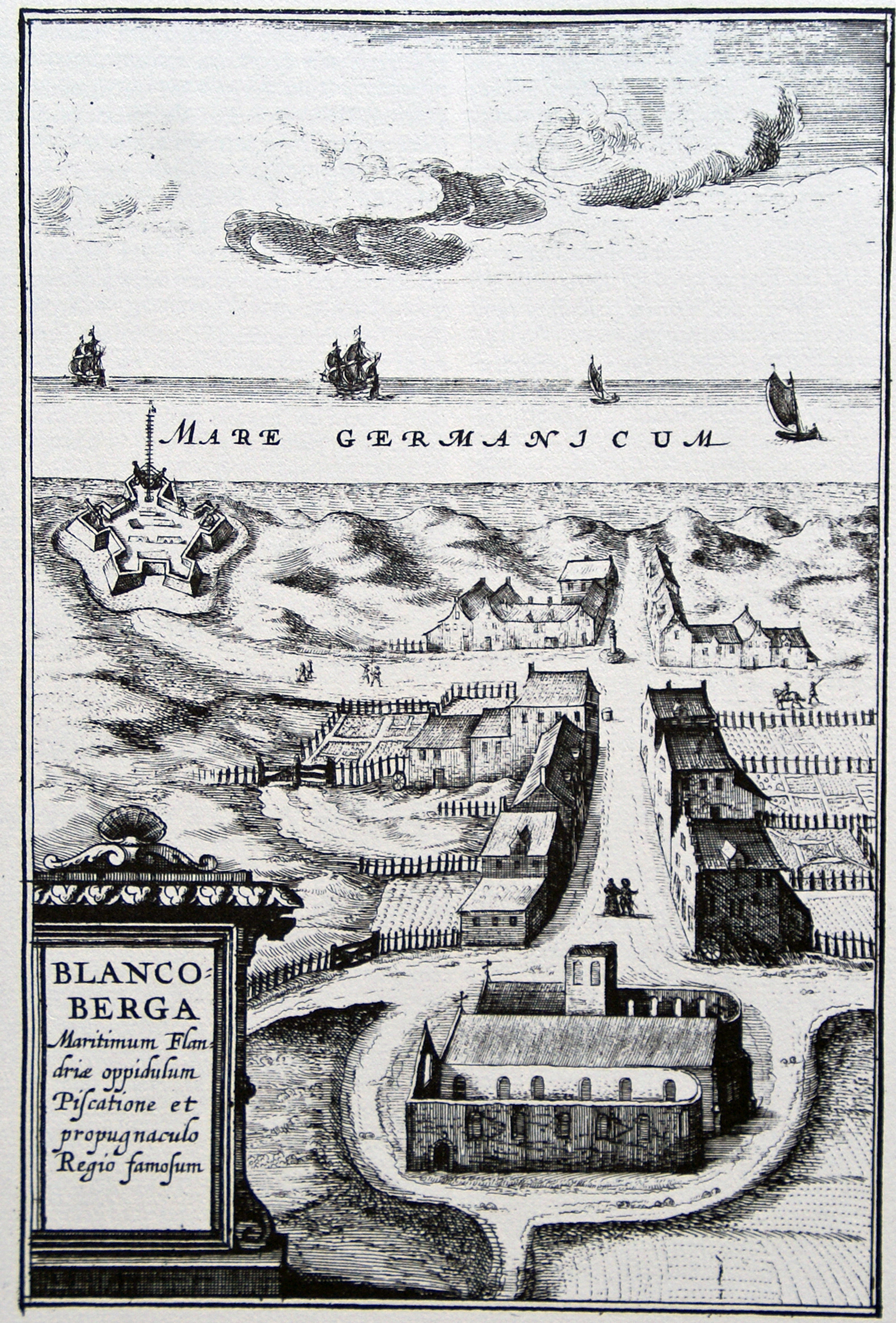
Бланкенберґе в 17 столітті
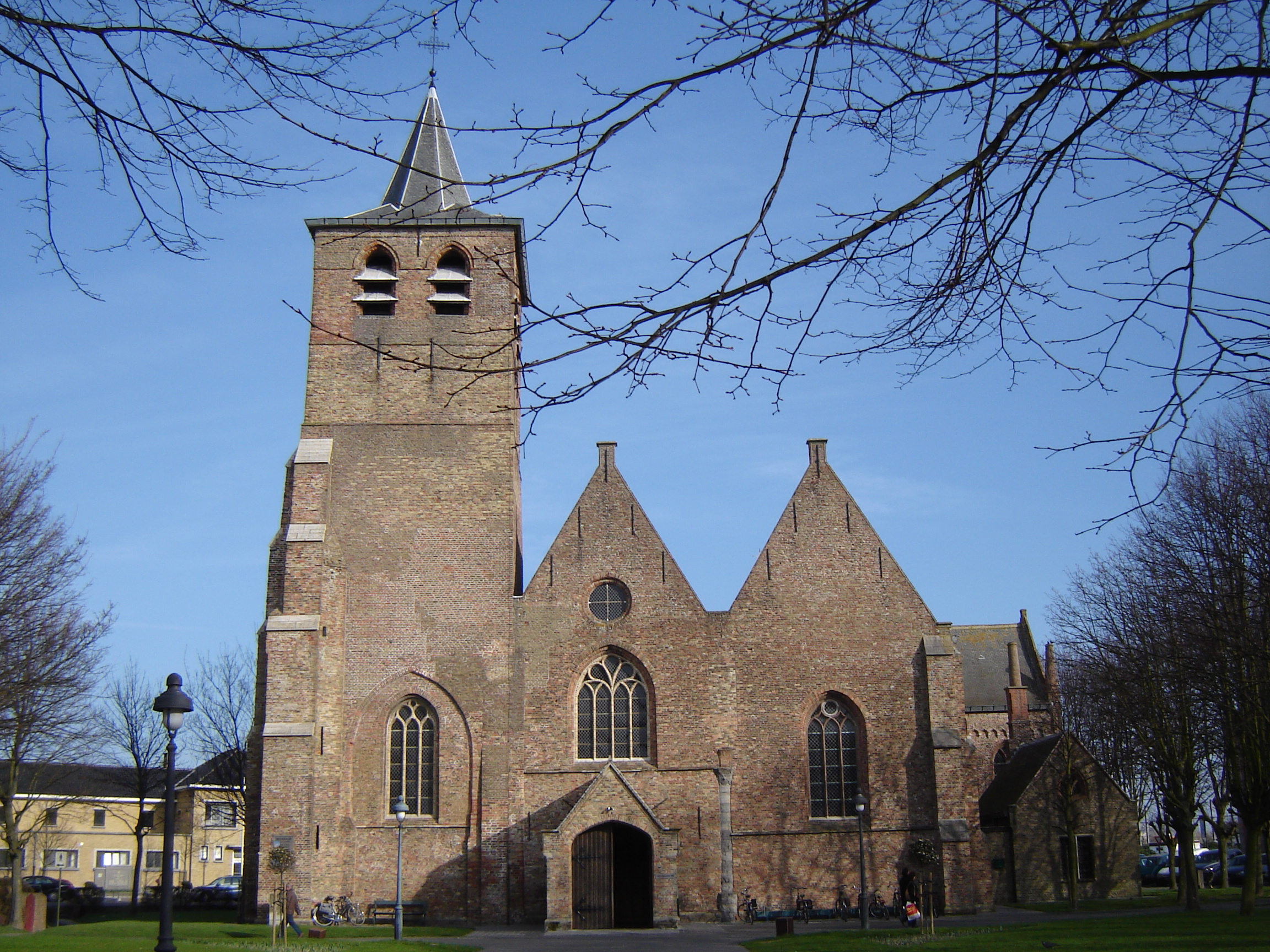
Церква св. Антонія
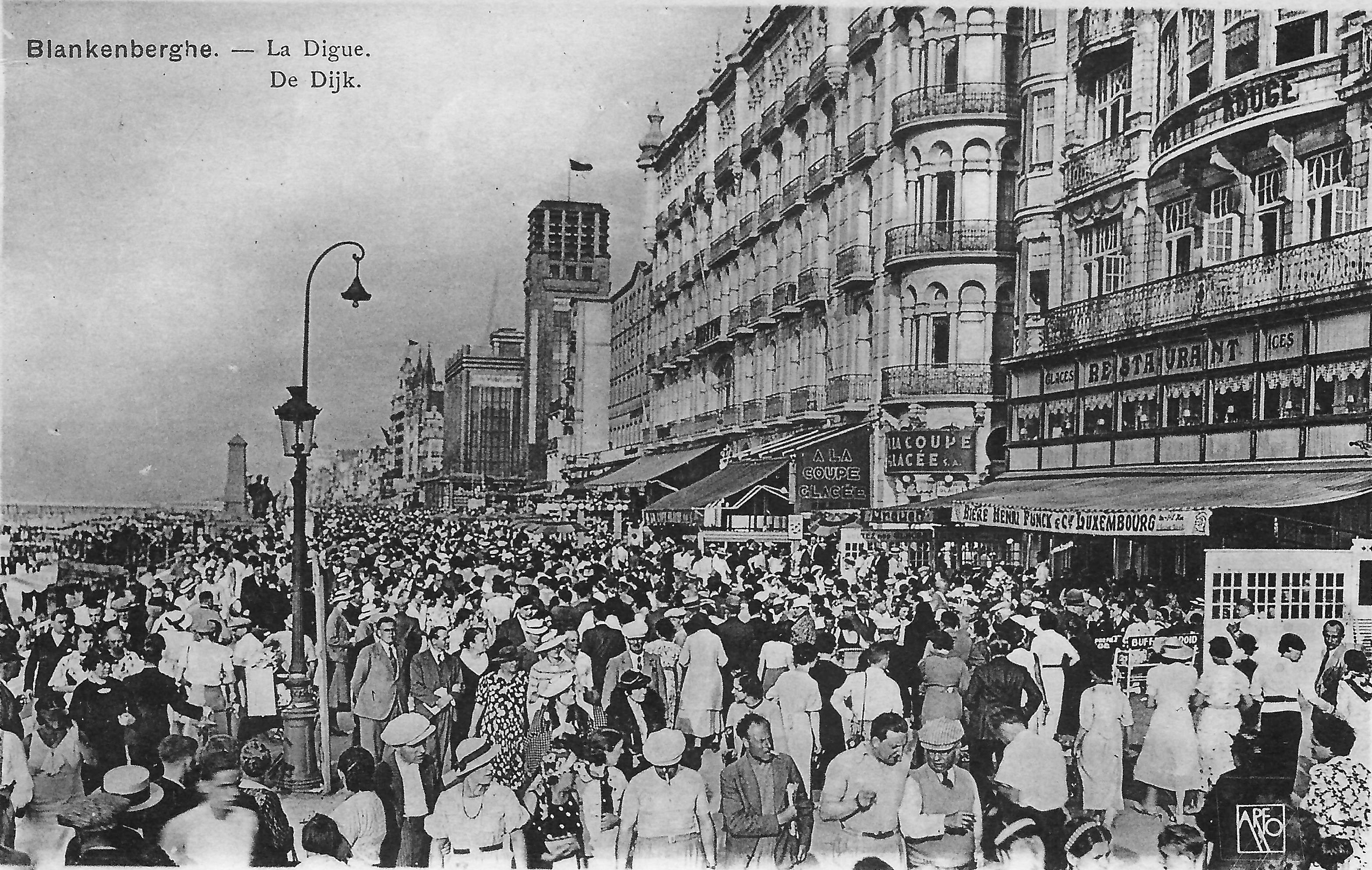
Натовп на дамбі в 1920-х роках
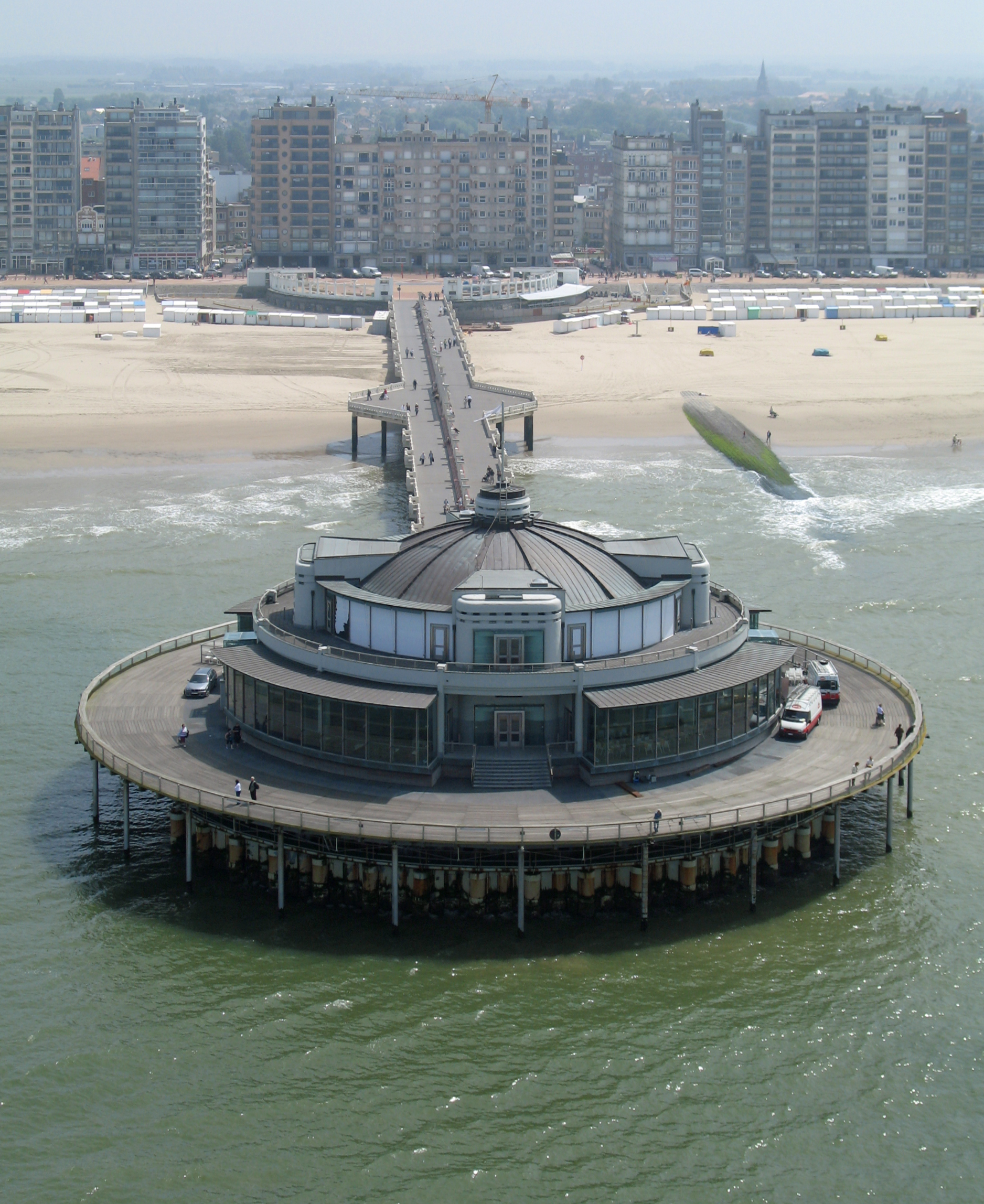
«Бельгійський пірс»
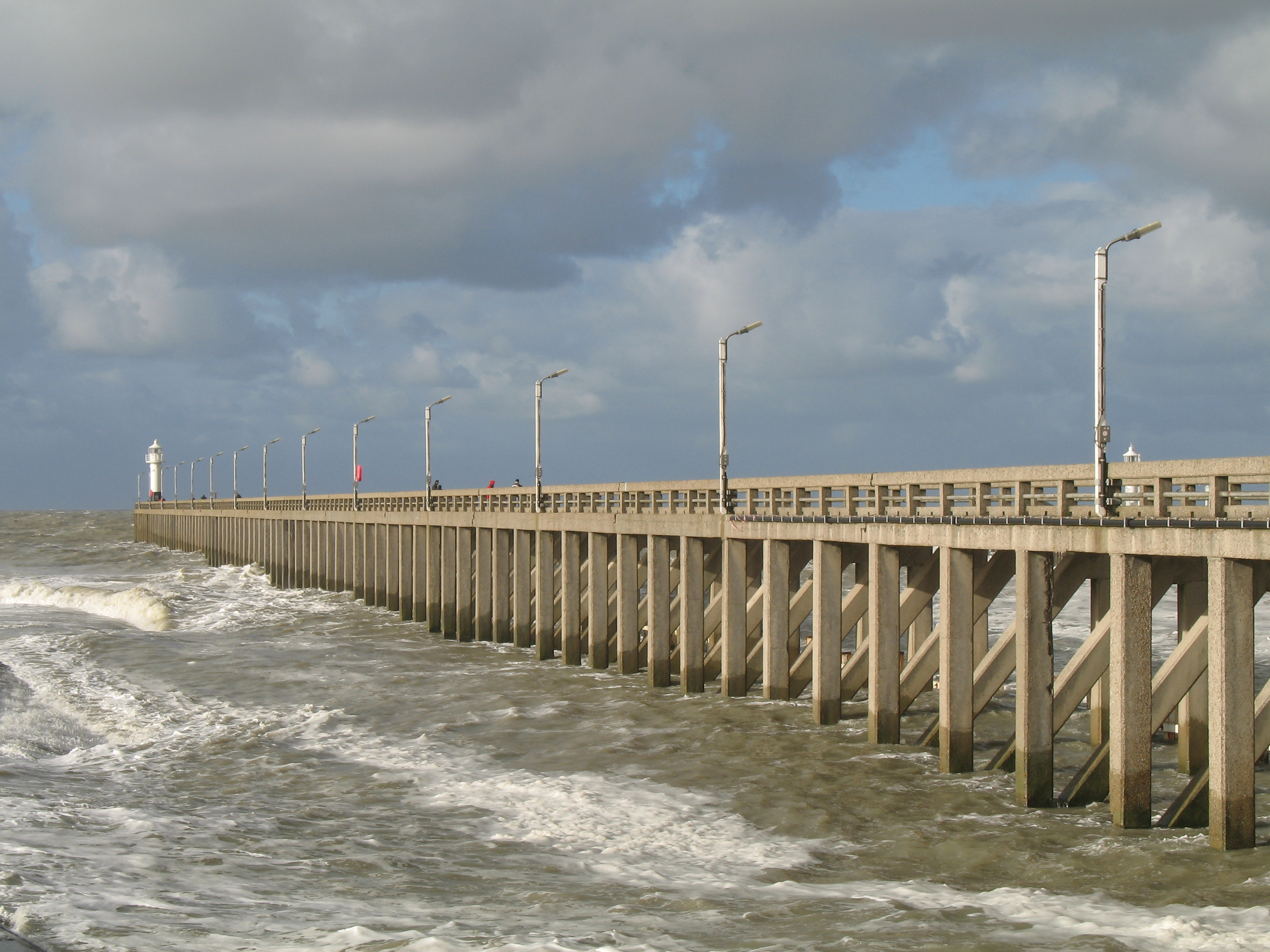
Західний пірс
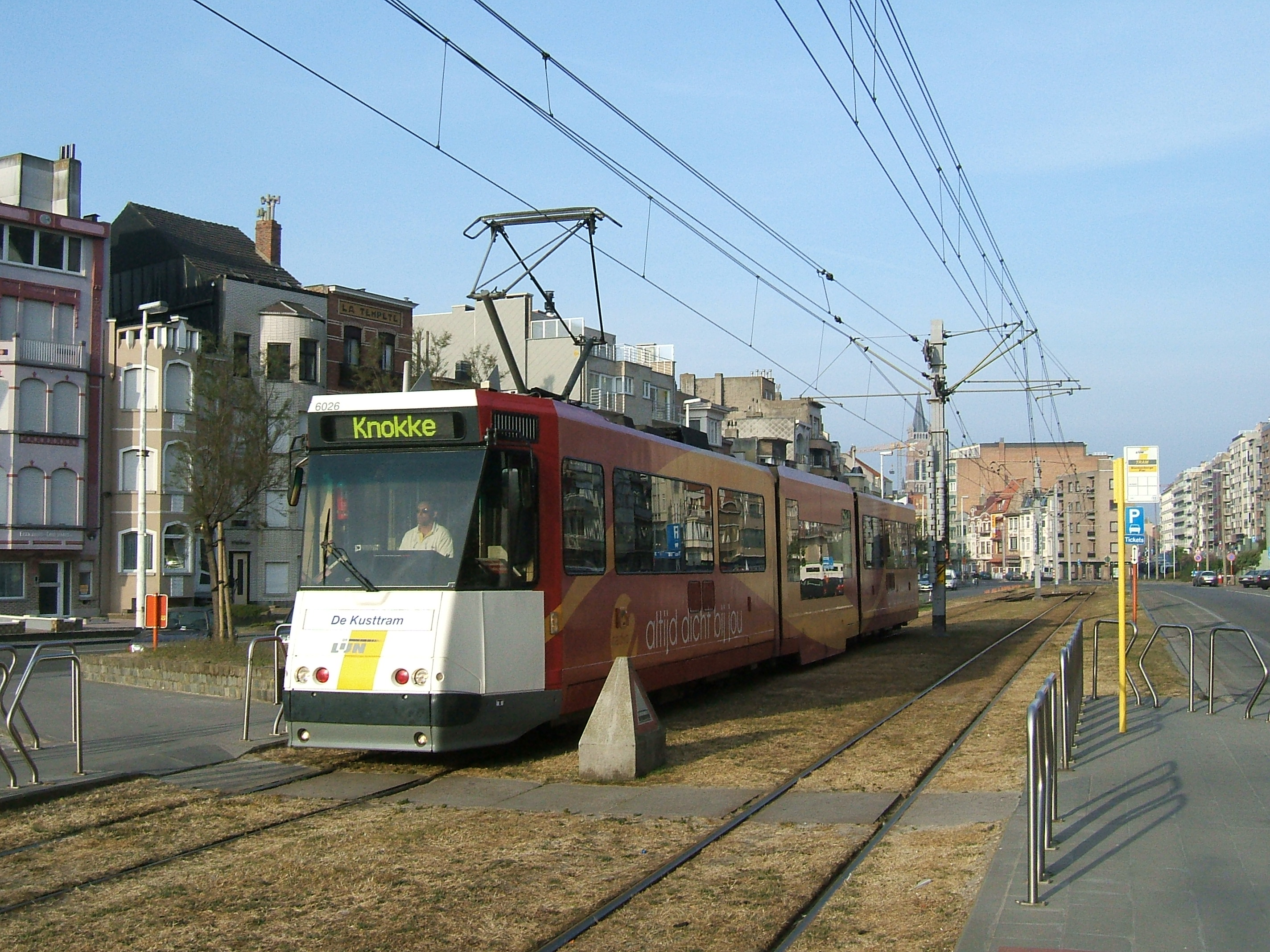
Береговий трамвай
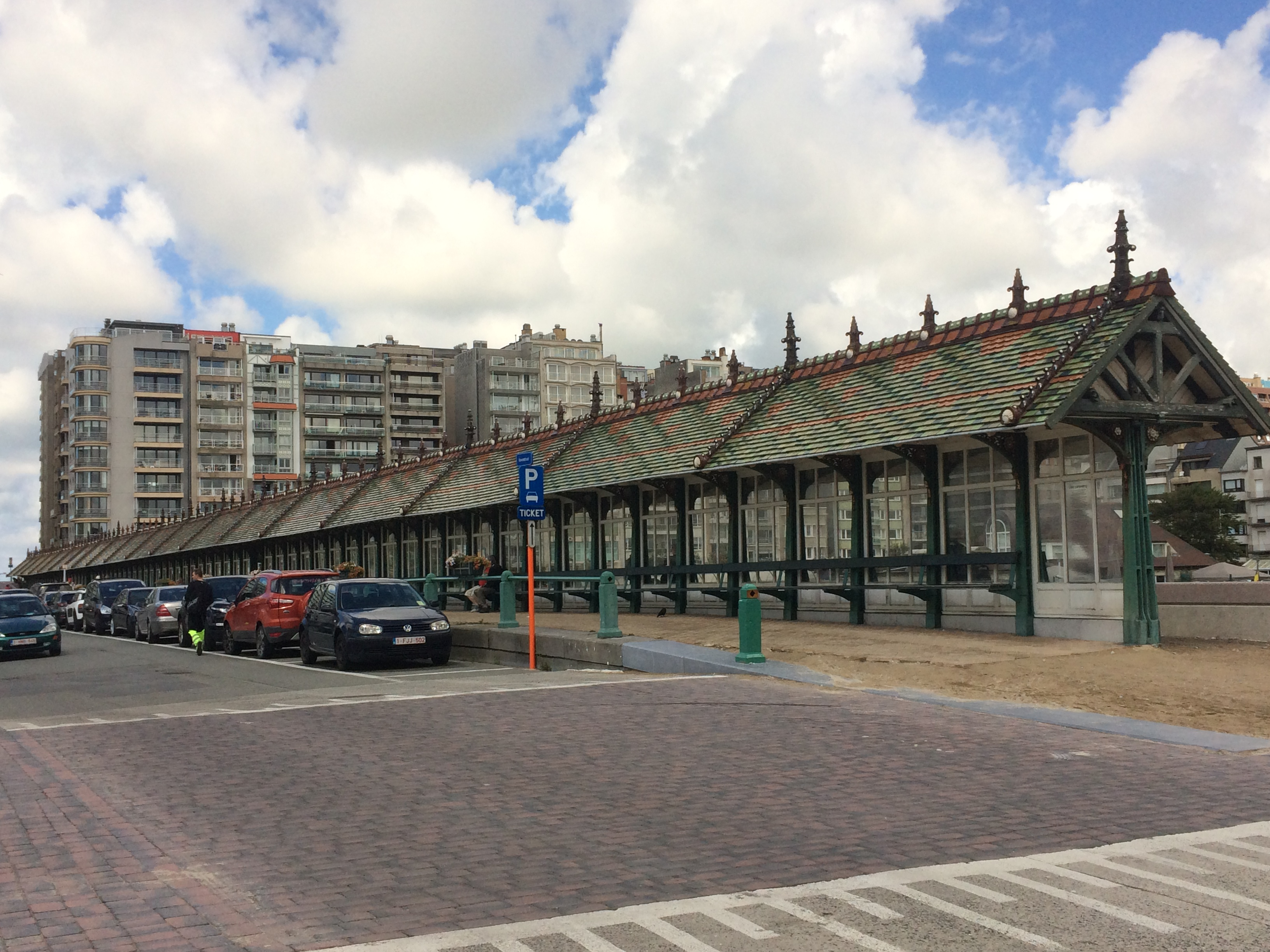
Параванґ
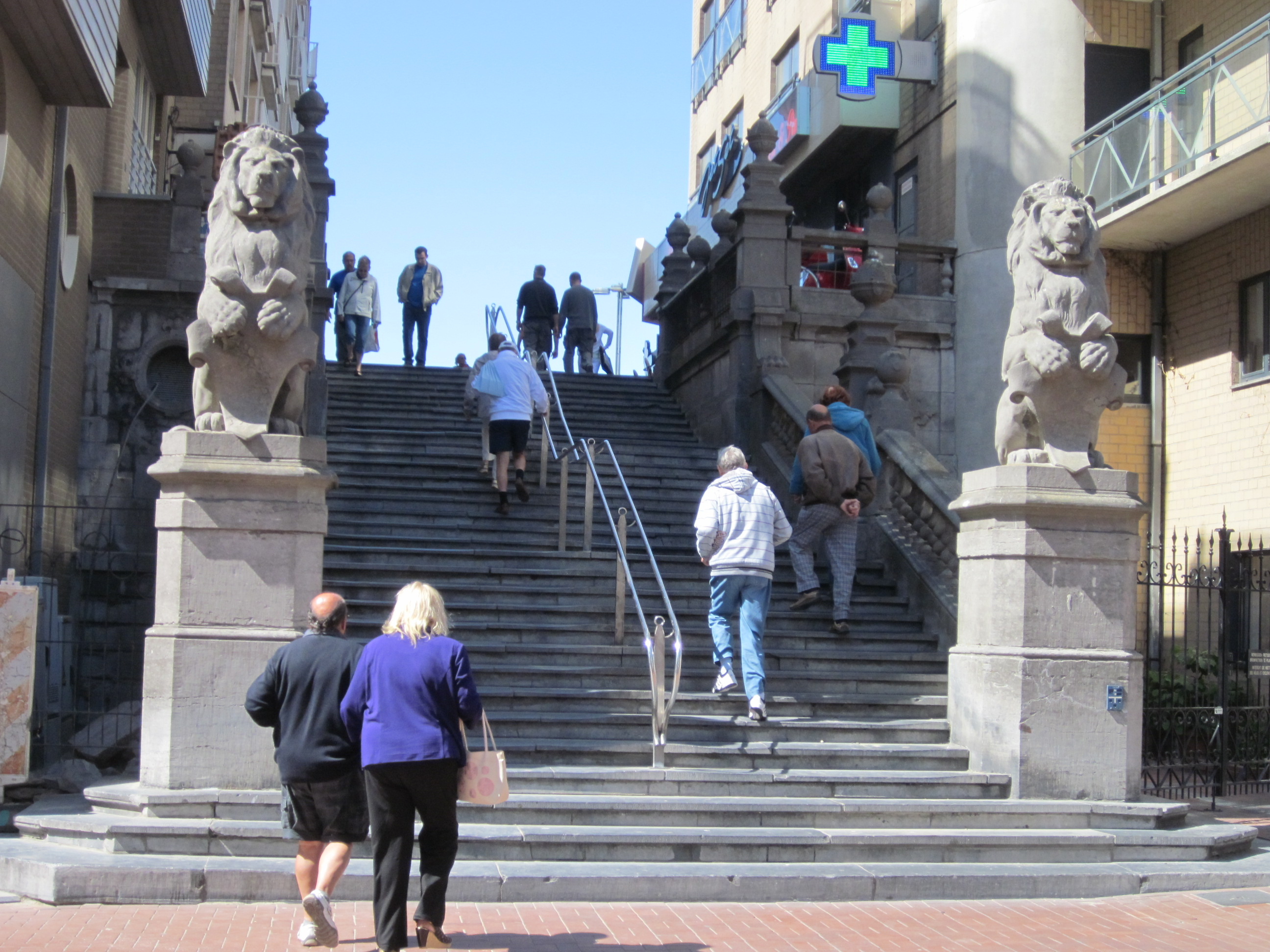
Одні зі сходів на пляжний променад